# Перетворення трикутник-зірка
Перетворення трикутник-зірка — спосіб еквівалентного перетворення пасивної ділянки лінійного електричного кола — «трикутника» (з'єднання трьох гілок, яке має вигляд трикутника, сторонами якого є гілки, а вершинами — вузли), в «зірку» (поєднання трьох гілок, які мають один загальний вузол). Еквівалентність «трикутника» і «зірки» обумовлена тим, що це перетворення ніяк не впливає на струми та напруги в інших, тобто непереворюваних, частинах електричного кола.
Подальші міркування наводяться для резисторів, але можуть бути застосовані й для інших пасивних елементів.

## Пряме перетворення

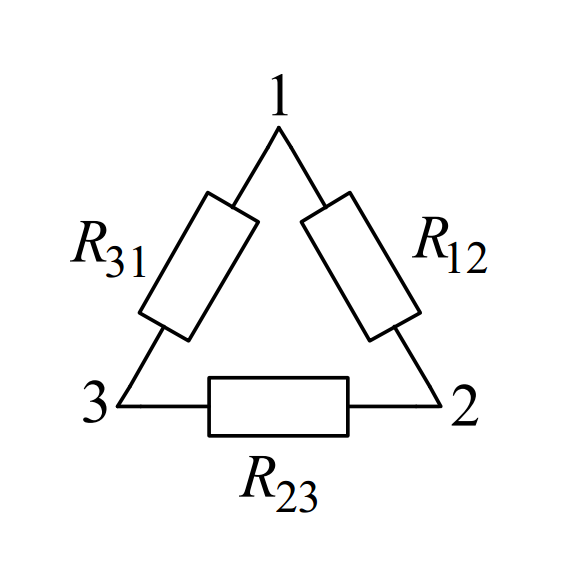
Трикутник

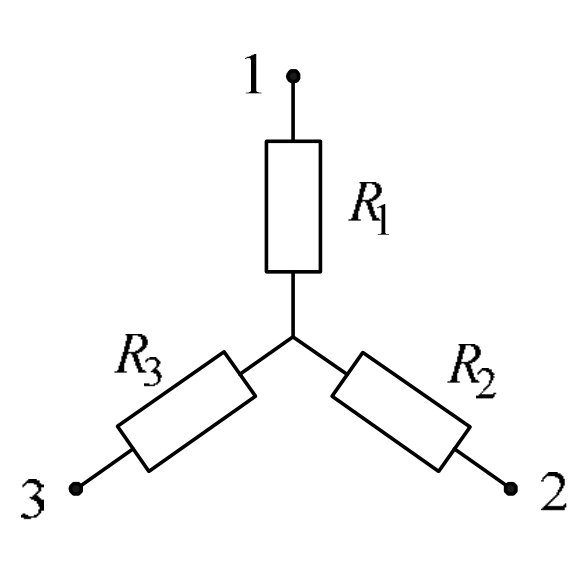
Зірка

Розглянемо наведені справа схеми щодо вузлів 1 та 2.
У схемі «трикутник» резистор {\displaystyle R_{12}} з'єднаний паралельно з послідовно з'єднаними резисторами {\displaystyle R_{13}} і {\displaystyle R_{23}}, що відповідає послідовно з'єднаним опорам {\displaystyle R_{1}} і {\displaystyle R_{2}} в схемі «зірка». Звідси випливає, що:
{\displaystyle R_{1}+R_{2}={\frac {R_{12}\cdot (R_{23}+R_{13})}{R_{12}+R_{23}+R_{13}}}}
Аналогічно для інших пар вузлів:
{\displaystyle R_{1}+R_{3}={\frac {R_{13}\cdot (R_{12}+R_{23})}{R_{12}+R_{23}+R_{13}}}}
{\displaystyle R_{2}+R_{3}={\frac {R_{23}\cdot (R_{12}+R_{13})}{R_{12}+R_{23}+R_{13}}}}
Розв'язуючи подану систему рівнянь щодо опорів {\displaystyle R_{1}}, {\displaystyle R_{2}} і {\displaystyle R_{3}}, отримуємо:
{\displaystyle R_{1}={\frac {R_{12}\cdot R_{13}}{R_{12}+R_{23}+R_{13}}}}
{\displaystyle R_{2}={\frac {R_{12}\cdot R_{23}}{R_{12}+R_{23}+R_{13}}}}
{\displaystyle R_{3}={\frac {R_{23}\cdot R_{13}}{R_{12}+R_{23}+R_{13}}}}

## Зворотне перетворення
Розв'язавши початкову систему рівнянь щодо опорів {\displaystyle R_{12}}, {\displaystyle R_{13}} і {\displaystyle R_{23}} отримаємо формули для зворотного перетворення, з «зірки» в «трикутник»:
{\displaystyle R_{12}=R_{1}+R_{2}+{\frac {R_{1}\cdot R_{2}}{R_{3}}}}
{\displaystyle R_{13}=R_{1}+R_{3}+{\frac {R_{1}\cdot R_{3}}{R_{2}}}}
{\displaystyle R_{23}=R_{2}+R_{3}+{\frac {R_{2}\cdot R_{3}}{R_{1}}}}

## Застосування

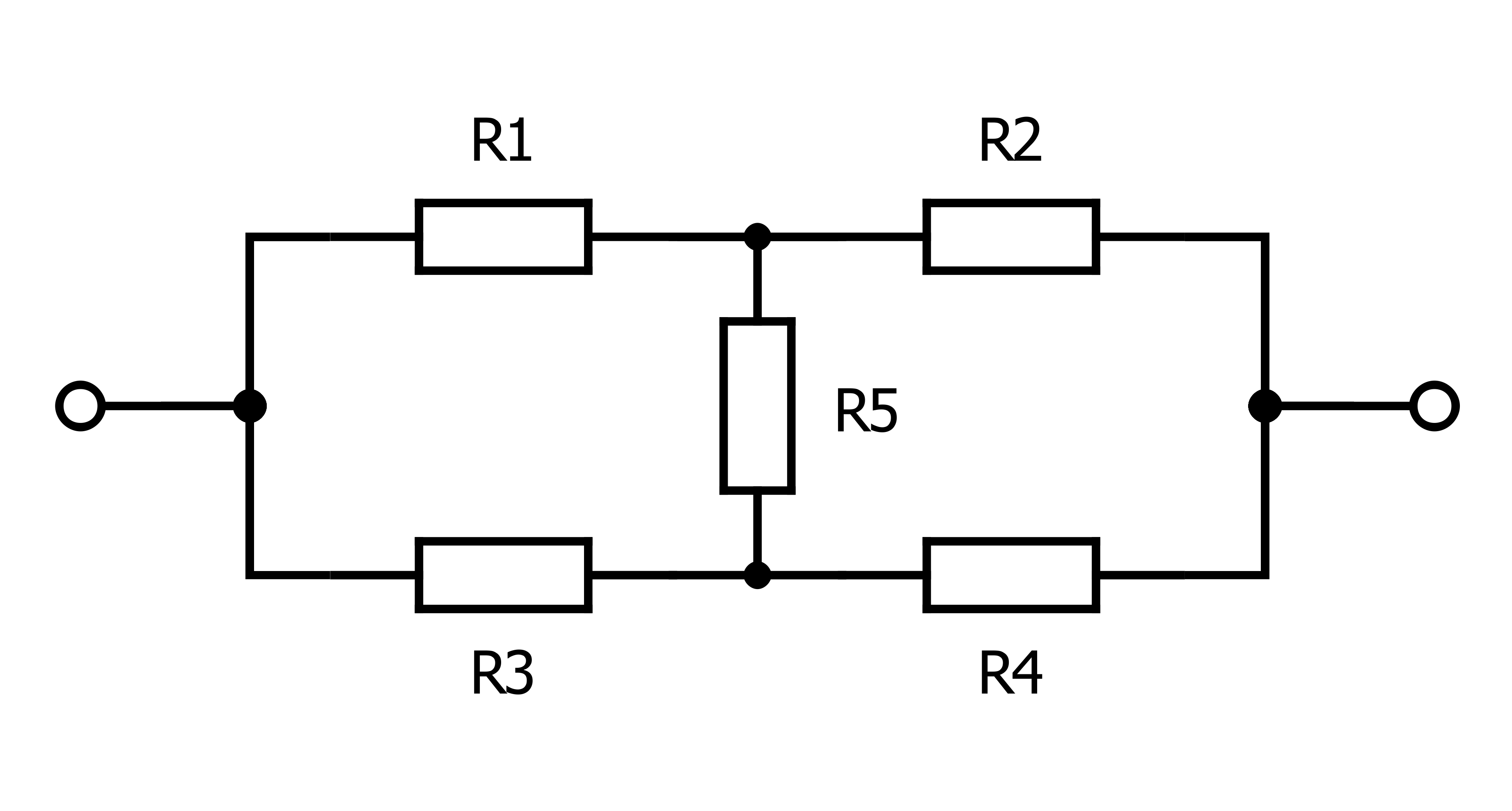
Резисторний міст

Перетворення трикутник-зірка може бути корисним для розрахунку опору резисторного моста при умові:
{\displaystyle {\frac {R_{1}}{R_{2}}}\neq {\frac {R_{4}}{R_{3}}}}
Якщо ж вище наведена рівність справедлива, то схема набуває симетрії — для її розрахунку достатньо стандартних методів (послідовне й паралельне з'єднання). 